# Mariahof
Mariahof là một đô thị thuộc huyện Murau thuộc bang Steiermark, nước Áo. Đô thị Mariahof có diện tích 32,7 km², dân số thời điểm cuối năm 2005 là 1345 người.